# Первухин, Алексей Георгиевич
Алексей Георгиевич Первухин (1919—1944) — Гвардии сержант Рабоче-крестьянской Красной Армии, участник Великой Отечественной войны, Герой Советского Союза (1944).

## Биография
Алексей Первухин родился 30 марта 1919 года в деревне Митрофановка (ныне — Вагайский район Тюменской области). После окончания начальной школы и курсов трактористов работал в колхозе. В декабре 1943 года Первухин был призван на службу в Рабоче-крестьянскую Красную Армию. С января 1944 года — на фронтах Великой Отечественной войны, командовал пулемётным расчётом 60-го гвардейского стрелкового полка 20-й гвардейской стрелковой дивизии 37-й армии 3-го Украинского фронта. Отличился во время форсирования Южного Буга.
В ночь с 25 на 26 марта 1944 года Первухин одним из первых переправился через Южный Буг в районе села Натягайловка (ныне — в черте города Вознесенска Николаевской области Украины) и принял активное участие в боях за захват и удержание плацдарма на его берегу, отразив большое количество немецких контратак. 27 марта 1944 года Первухин погиб в бою. Похоронен в братской могиле в Вознесенске.

## Награды
Указом Президиума Верховного Совета СССР от 13 сентября 1944 года за «мужество и героизм, проявленные при форсировании реки Южный Буг, за захват плацдарма и ведение исключительно тяжёлых боев с целью его удержания» гвардии сержант Алексей Первухин посмертно был удостоен высокого звания Героя Советского Союза. Также посмертно был награждён орденом Ленина.

## Память
В честь Первухина названа улица в селе Вагай, в селе Бегишево Вагайского района  установлен его бюст.